# Distrito 6 (Cidade de Ho Chi Minh)
O Distrito 6 (em Vietnameita:Quan 6) é um dos 24 distritos da Cidade de Ho Chi Minh, no Vietnam. Está localizado na região sul da cidade. Com uma área total de 7,19 km², o distrito tem uma população de 251 902 habitantes, de acordo com dados de 2010.